# 犬取締条例
犬取締条例（いぬとりしまりじょうれい）とは犬の取り締まりに関する条例。

## 概要
犬について主に以下の事項が規定されている。
- 飼い犬の届け出制度
- 飼い犬繋留義務の原則
- 危険な野犬への薬殺掃討処分

違反者には罰金や拘留または科料の刑事罰が規定されている。
狂犬病対策も兼ねており、狂犬病予防法と極めて密接な関係にある。
1949年に北海道で「北海道畜犬取締及び野犬掃とう統制条例」が制定されたのが最初とされる。